# Comostolopsis rubropunctata
Comostolopsis rubropunctata är en fjärilsart som beskrevs av Fletcher 1958. Comostolopsis rubropunctata ingår i släktet Comostolopsis och familjen mätare. Inga underarter finns listade i Catalogue of Life.